# Plataforma GM Gamma
Gamma é a plataforma para subcompactos com tração dianteira da General Motors. Foi desenvolvida pela Opel e estreou sua primeira versão em 2001 com a apresentação do Corsa C.
Veículos em produção baseados nesta plataforma:
- 2001 Opel Combo
- 2001 Opel Corsa
- 2001 Vauxhall Corsa
- 2002 Chevrolet Corsa
- 2004 Opel Tigra TwinTop

## SCSS
Uma nova versão da , denominada SCCS (Small Common Components and Systems), foi desenvolvida desde 2002 em parceria por engenheiros da Fiat e da Opel. Ela será utilizada no Fiat Grande Punto e no Corsa 2007, bem como em seus derivados.
Após a dissolução da parceria GM-Fiat, ficou acertado que ambas as companhias poderão desenvolver produtos sobre a SCCS.

## Futuro
A GMDAT assumirá a responsabilidade de desenvolver esta plataforma, unificando a plataforma para subcompactos de todas as empresas do conglomerado GM. Na situação atual a Gamma é utilizada pela Opel enquanto os subcompactos da Daewoo usam a plataforma “T-series”. O primeiro modelo Daewoo que utiliza a Gamma é o Daewoo Gentra, lançado em 2005 (novo Chevrolet Aveo).